# Adolf Patek
Adolf Patek (4. dubna 1900, Vídeň - 9. září 1982) byl rakouský fotbalista, útočník a fotbalový trenér.

## Fotbalová kariéra
Hrál za Wiener Sport-Club, DFC Prag (39/9) a Spartu Praha (21/14).

## Ligová bilance
| Ročník                      | Zápasy | Góly | Klub            |
| --------------------------- | ------ | ---- | --------------- |
| Asociační liga 1925         | 9      | 7    | DFC Prag        |
| Středočeská 1. liga 1927/28 | -      | 7    | AC Sparta Praha |
| Středočeská 1. liga 1928/29 | -      | 7    | AC Sparta Praha |
| 1. asociační liga 1929/30   | -      | 0    | AC Sparta Praha |
| 1. asociační liga 1930/31   | 1      | 0    | AC Sparta Praha |
| Státní liga 1934/35         | -      | 2    | DFC Prag        |
| Státní liga 1935/36         | -      | 0    | DFC Prag        |
| CELKEM 1. česká liga        | -      | 23   |                 |

## Trenérská kariéra
Trenérskou kariéru zahájil ve Švýcarsku v FC Bern (1946-49), dále trénoval reprezentaci Lucemburska (1949-53), Karlsruher SC (1953-56), Eintracht Frankfurt (1956-58), FC Bayern Mnichov (1958-61), SC ZF Juventus (1961-63) a SC Wiener Neustadt (1963-66).